# Kachcug
Kachcug (ros. Кахцуг) – wieś w Rosji, w Dagestanie, w rejonie sulejman-stalskim. W 2021 liczyła 649 mieszkańców, głównie Lezginów.